# Panthalis novaezealandiae
Panthalis novaezealandiae är en ringmaskart som beskrevs av Knox 1960. Panthalis novaezealandiae ingår i släktet Panthalis och familjen Acoetidae.
Artens utbredningsområde är havet kring Nya Zeeland. Inga underarter finns listade i Catalogue of Life.